# Seklusionsakt

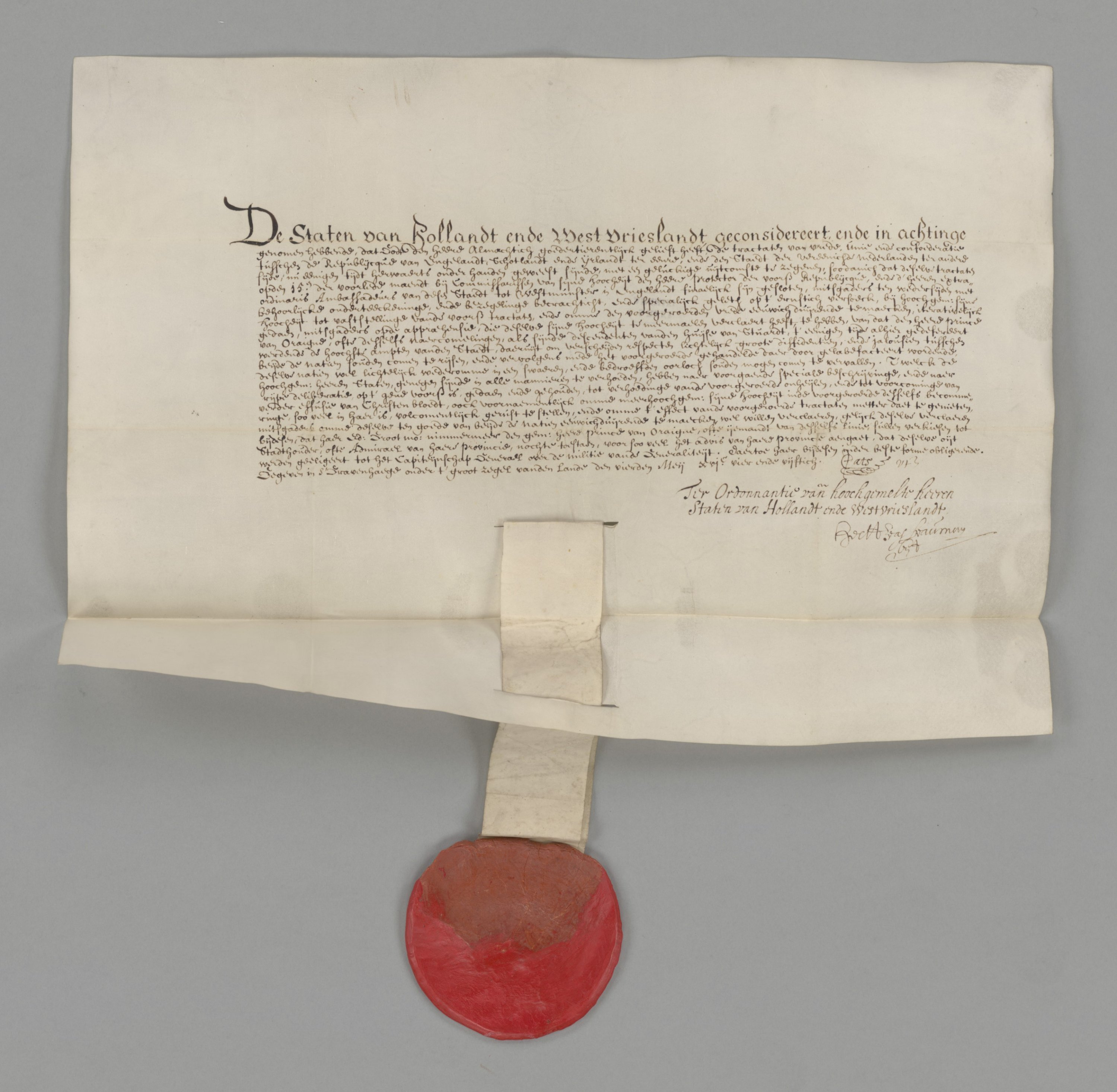
Urkunde des Seklusionsakt

Der Seklusionsakt (niederländisch: Akte van Seclusie) war eine Geheimklausel beim Frieden von Westminster im Jahre 1654, worin die Republik der vereinigten Niederlande den Beschluss fasste, den vierjährigen Willem III. von Oranien-Nassau nicht als neuen Statthalter von Holland anzustellen.
Als Hauptinitiatoren für den Seklusionsakt galten Johan de Witt, Cornelis de Graeff, Jacob van Wassenaer Obdam und Johann Wolfart van Brederode. Durch diesen Entschluss wurden sie von der Statthalterschaft ausgeschlossen. Als die geheime Akte in den folgenden Jahren Bekanntheit erhielt, wurde allgemein der englische Lordprotektor Oliver Cromwell und nicht De Witt als deren Erfinder angesehen. Im Jahre 1660, als das System der Cromwells zusammengebrochen war und die mit den Oraniern verwandten Stuarts erneut Könige von England wurden, wurde die Akte von den Staaten von Holland für ungültig erklärt.
Im Jahre 1667 stellte De Witt das Eeuwig edict (Jahrhunderterlass) auf, das die Abschaffung der Statthalterschaft und somit den endgültigen Sturz des Hauses Oranien beinhaltete. Als die Oranier im Rampjaar 1672 erneut an die Macht kamen, wurde das Edikt durch die Staaten von Holland zurückgenommen.